# 実践倫理宏正会
実践倫理宏正会（じっせんりんりこうせいかい）は、東京都千代田区の一般社団法人。

## 概要
1946年（昭和21年）5月に広島県広島市で上廣哲彦によって設立され、1953年（昭和28年）4月1日に社団法人の許可を受け、2014年（平成26年）4月に公益法人制度改革関連三法の施行にともない、「一般社団法人 実践倫理宏正会」へ名称変更。
上廣哲彦の設立した生活倫理実践会が前身。
実践倫理宏正会は、内閣府所管の一般社団法人であり、社会教育関係団体である。宗教法人ではない。
1972年(昭和47年)10月 初代会長逝去、従四位勲三等旭日中綬賞追叙。2016年(平成28年)11月 名誉会長、民間の社会教育関係では初となる旭日重光章受章。
総務省の2004年度の調査では、日本で2番目に賛助会員等が多い一般社団法人となっている。会員は主婦が中心である。

## 活動
毎朝午前5時から6時まで、全国の会場で一斉に行われる朝起会（あさおきかい）を主な活動としている。元旦の朝起会は「元朝式」と呼ばれ、通常の朝起会より大規模に行われる。
日本各地に「朝起会」を行うための「朝起会場」を持っており、1978年時点で会が認可した会場が360あった。その後、約1000ヵ所に増えた。
現在は「〇〇支部」「〇〇会場」という名称になっている。
機関誌「倫風」や関連図書を発行している。

## 朝起会
朝起会は実践倫理宏正会の最も中心的な活動。明るく元気な暮らしを実現するのに最も効果的な実践活動として全国各地にある朝起会場で毎朝5時から6時に行われており、そこに集う会員がその日１日の積極的な活動を誓い合う。具体的には、参加者全員で「朝の誓（あさのちかい）」を唱和し、会長の著書を読む「倫読」・会友（会員）が体験談、反省や決意の表明を語る「演談」・講師（責任者）によるまとめ、「結びの誓」の唱和などがなされる。男性よりも時間の都合をつけやすい女性の参加者が多い。
「朝の誓」は今日一日をより善く生きるための基本的な心構えで、
- 今日一日 三つの恩を忘れず 喜んで進んではたらきます
- 今日一日 人の悪をいわず 己の善を語りません
- 今日一日 気付いたことは 身がるに直ぐ行います
- 今日一日 腹を立てず 不足の思いをいたしません
- 今日一日 三つの無駄を排し 新しく大地に生き貫きます

の5項目である。なお三つの恩とは、親の恩、師の恩、社会の恩のことを指し、三つの無駄とは、物の無駄、時の無駄、心の無駄のことを指す。

## 組織
平成16年度総務省「公益法人に関する年次報告」によると実践倫理宏正会の賛助会員等は409万人で、最多の日本自動車連盟（賛助会員等3958万人）に次いだ。職員数138人。ただし、300万人とされていた会員数は朝起会場の分布に合わず誇大ではないかと、沼田健哉が1978年に指摘した。沼田によればその勧誘活動の熱心さは「かつての創価学会を思わせる」。
1972年に本部会館を九段に建設した。日本国内に185の支部、国外にはハワイやロサンゼルスに朝起会場を持つ。東京理科大学が2011年に九段校舎を217億円で実践倫理宏正会に売却した。2016年完成を予定する老人ホームを渋谷区に建てている。
平成21年内閣府の概況調査による年次報告によれば寄付金受領額69億4932万7千円。文部科学省所管公益法人総点検結果表（平成13年3月）では、実践倫理宏正会は役員報酬が2000万円を超えており会計監査が不十分だとされた。
実践倫理宏正会草津支部は「平成23年元朝式」を草津市庁舎特大会議室および101会議室で行った。市が支部に部屋の暖房代等の経費を徴収せず利益供与をしたのではないかとして住民監査請求があったところ、市が経費請求を失念し1年あまりの間経費が徴収されていなかったことが分かった。
平成28年6月開催の理事会において、上廣榮治第二代会長が名誉会長に、上廣哲治理事が第三代会長にそれぞれ就任した。

## 歴史・系統
上廣哲彦は、1946年昭和21年5月に生活倫理実践会を主宰し創立した。同年11月には機関誌「宏正」を創刊。東京の武蔵野市吉祥寺に居を構え、三鷹、文京、神田、阿佐ヶ谷にて朝起会を開く。1948年4月1日文部省より社会教育団体としての公益法人の社団法人としての認可となり、同年5月に会名を「社団法人実践倫理宏正会」に改称した。1972年に初代会長が死去し、上廣榮治（二代）が会長に、2016年から上廣哲治（三代）が会長となった。

## 活動方針
実践倫理宏正会とは、明るく元気な家庭の確立を通じて、万人が共に幸福に暮らせる未来を目指す、社会教育団体です。
会員は、積み重ねてきた実績から抽出された最も効果的な実践のノウハウを活用して、一人ひとりが自主的かつ自発的に、自分の問題を自分で解決する実践活動を行います。実践倫理は、「明るく仕合わせな生活」を実現するための、誰にでもたどることができる最も確実な「すじ道」です。
自分が倫理の実践を喜びとすることで、周囲の人々の仕合わせが実現し、それによって自分もより仕合わせになるということです。そしてそれは、家庭ばかりでなく、人間社会のすべてに通じる真理なのです。それゆえ仕合わせとは、「我も人もの仕合わせ」を実現しようとする「実践そのもの」のうちにあると言ってよいでしょう。
人間にとっての仕合わせを、このように定義づける実践倫理は、生活が多様化し、個人主義が蔓延する現代社会にあっても、変わらない普遍の価値観なのです。
初代会長上廣哲彦とその長男で名誉会長の上廣榮治の著書、また毎月発刊される会誌『倫風』に隔月で掲載される会長上廣哲治による「倫風宏話」等が、朝起会で「倫読」の対象となっています。

## 歴代会長
| 代   | 氏名     | 就任年 | 退任年 |
| ---- | -------- | ------ | ------ |
| 初代 | 上廣哲彦 | 1946年 | 1972年 |
| 2    | 上廣榮治 | 1972年 | 2016年 |
| 3    | 上廣哲治 | 2016年 | 現在   |

## 政治家との関係
- 橋本龍太郎、奥田幹生、森喜朗、武村正義、加藤紘一が、1996年の50周年記念式典に出席し、祝辞を述べた[6]。
- 逢坂誠二は、2010年に元朝式に出席し、新年の決意を述べた[20]。
- 後藤田正純は、2013年に元朝式に出席し、今年1年の決意を述べた[9]。
- 泉健太は、2018年に平和祈念朝起会で挨拶を行い、戦没者遺骨収容での体験について話した[21]。
- 馬場伸幸は、実践倫理宏正会と縁が深く、40年近く会員であるという[22][23]。